# Christian Pichler
Christian Pichler (25 ottobre 1975) è un ex sciatore alpino austriaco.

## Biografia
Pichler, originario di Sankt Erhard di Breitenau am Hochlantsch, debuttò in campo internazionale ai Mondiali juniores di Lake Placid 1994, dove vinse la medaglia d'argento nello slalom gigante, e in Coppa Europa conquistò l'ultimo podio il 7 marzo 1995 a Saalbach-Hinterglemm in discesa libera (3º). In Coppa del Mondo disputò due gare, le discese libere di Wengen del 16 e del 17 gennaio 1998, non completando la prima e classificandosi 43º nella seconda; prese per l'ultima volta il via in Coppa Europa il 12 febbraio 1999 a Sella Nevea in slalom gigante (43º) e si ritirò al termine di quella stessa stagione 1998-1999: la sua ultima gara fu il supergigante dei Campionati austriaci 1999, disputato il 25 marzo a Innerkrems e chiuso da Pichler al 30º posto. Non prese parte a rassegne olimpiche o iridate.

## Palmarès

### Mondiali juniores
- 1 medaglia:
  - 1 argento (slalom gigante a Lake Placid 1994)

### Coppa Europa
- 1 podio (dati dalla stagione 1994-1995):
  - 1 terzo posto

### Campionati austriaci
- 1 medaglia[1]:
  - 1 argento (combinata nel 1995)